# Léonard Nuytens
Léonard Nuytens (* 7. September 1892 in Gent; † 6. Dezember 1962 ebenda) war ein belgischer Steuermann im Rudern.

## Biografie
Léonard Nuytens nahm bei den Olympischen Sommerspielen 1912 in Stockholm mit Guillaume Visser, Georges Van Den Bossche, Georges Willems und Edmond Vanwaes in der Vierer mit Steuermann-Regatta teil. Die Crew schied im Viertelfinale aus und gewann wenige Wochen später bei den Europameisterschaften 1912 die Silbermedaille.